# Accumulateur sodium-ion

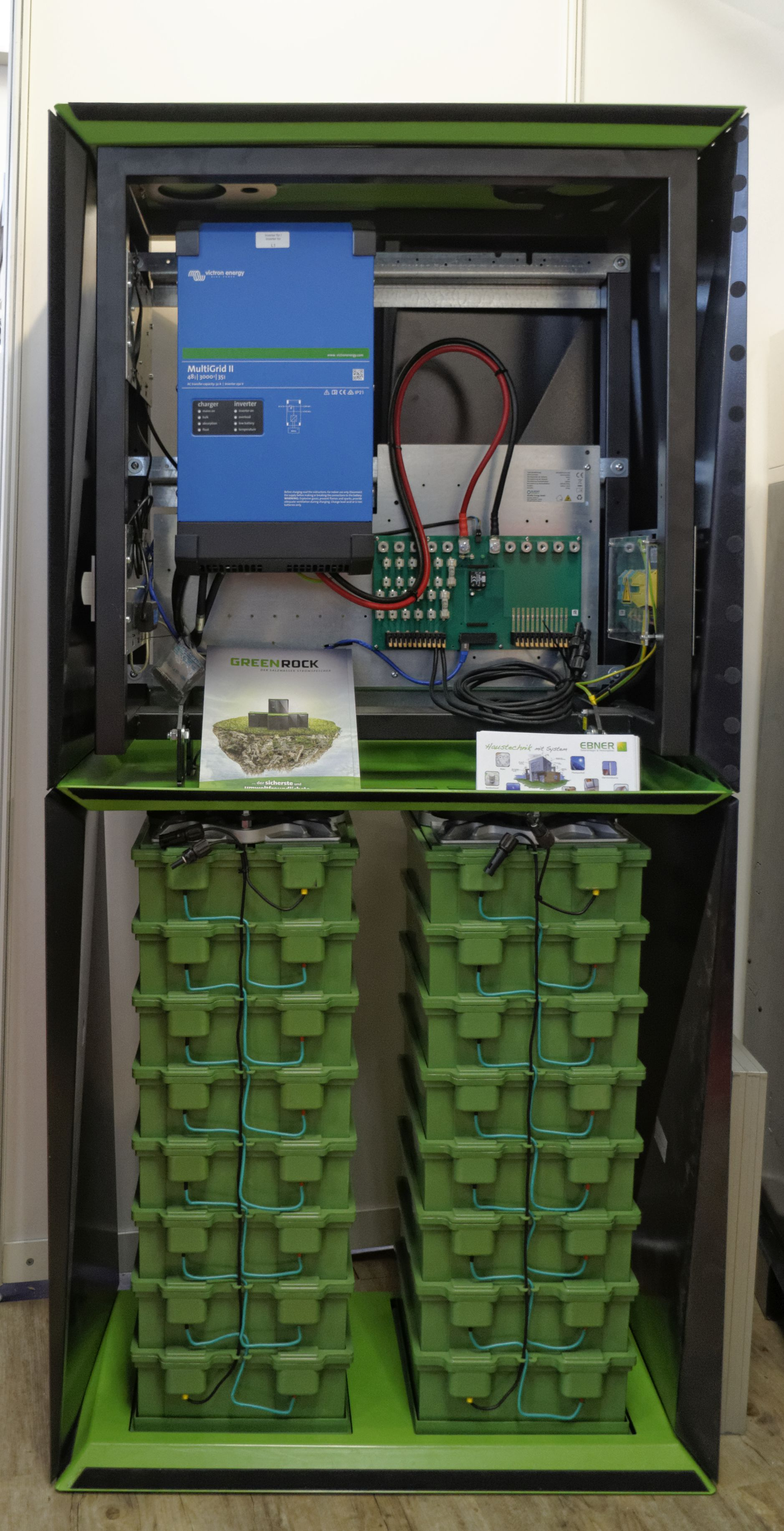
Exemple d'accumulateurs et onduleur pour les besoins d'une maison (expo Sindelfingen Haus & Energie 2019 en Allemagne).

Un accumulateur sodium-ion (ou batterie sodium-ion, ou à ion sodium en français) est un type d'accumulateur électrique, utilisant un sel de sodium pour stocker de l'énergie électrique.
La première usine en produisant est construite en 2023 et 2024, la marque JAC (créée en 2023, à 50 % par l'État chinois et à 50 % par le groupe Volkswagen) met sur le marché la JAC Yiwei EV, premier véhicule électrique de série équipé d'une batterie sodium-ion.

## Histoire
Cette technologie a été mise au point dans les années 1970, puis abandonnée face aux batteries lithium-ion. Elle a réémergé à l'été 2021, en particulier chez le fabricant chinois Contemporary Amperex Technology (CATL), entreprise créée en 2011 et qui en 2021 produisait 32,5 % des batteries pour véhicules électriques. Ces accumulateurs ont une densité d'énergie plus faible que les accumulateurs lithium-ion, mais ils sont une alternative moins chère, faits de matériaux très abondants partout dans le monde, à moindre impact écologique. Par ailleurs, ils offrent un degré de sécurité plus élevé grâce à des matériaux de cathode moins réactifs, une moindre densité d'énergie de cellule et dans certains cas, d'électrolytes moins inflammables.

## Principes
Comme toutes les batteries, la batterie sodium-ion stocke de l'énergie électrique via des liaisons chimiques qui peuvent se faire et se défaire côté anode. Quand la batterie est en charge des ions Na+ se « désintercalent » et migrent vers l'anode.
Durant le temps d'équilibrage de charge, des électrons migrent de la cathode vers l'anode à travers le circuit externe contenant le chargeur. Lors de la décharge le processus s'inverse.

## Les matériaux d'électrode positive
Un matériau d'électrode positive pour les batteries sodium-ion est un matériau qui peut réagir de manière réversible avec le sodium à un potentiel haut et présentant une capacité spécifique élevée. La réversibilité est importante afin que de nombreux cycles puissent être réalisés sans perte de capacité.

### Phosphates
Les phosphates constituent une famille de matériaux très étudiée en tant que matériau d'électrode positive pour les batteries sodium-ion. L'avantage de ces matériaux est que les ions polyatomiques PO43− ont un fort effet inductif sur le métal de transition, ce qui diminue l'énergie de transition du couple redox du métal et par conséquent crée un potentiel électrochimique élevé. Ils sont de plus très stables. Les matériaux dits NASICON (en) (Na superionic conductor) ont une formule AxMM'(XO4)3. Leur comportement et leur structure sont bien connus car ils ont longtemps été étudiés comme électrolytes solides (notamment pour les systèmes sodium-air et sodium-soufre). Delmas et al. ont tout d'abord démontré que NaTi2(PO4)3 pouvait être électrochimiquement actif de façon réversible avec le sodium,. Na3V2(PO4)3 a été testé récemment et montre 2 paliers à 1,63 et 3,40 V correspondant respectivement aux transitions V2+/V3+ et V3+/V4+. La capacité spécifique est d'environ 60 mAh/g pendant 50 cycles. À la suite de cela, de nombreuses publications sur ce matériau, ou sur des composés qui s'en rapprochent avec un métal de transition différent, montrent qu'il était possible d'améliorer leurs caractéristiques. Ainsi, Saravanan et al. ont réussi à obtenir, avec ce matériau, une capacité spécifique supérieure à 40 mAh/g pendant plus de 10 000 cycles. Le fait que ce matériau fonctionne sur deux plateaux de potentiels distincts de près de 2 V a permis le développement de batteries symétriques tout-solide,.

## Coûts
Ses promoteurs espèrent qu'une fois produite en masse, elle sera beaucoup moins chère que son alternative à base de lithium, du fait du faible coût du sodium, et d'un assemblage plus simple,.
Le sodium est beaucoup plus abondant et facile à extraire que le lithium : on trouve 2,6 % de sodium dans la croûte terrestre, contre 0,06 % de lithium ; de plus, on le trouve partout et notamment dans l'eau de mer, sous forme de chlorure de sodium (NaCl) alors que les ressources exploitables en lithium n'existent que dans quelques régions du globe : Argentine, Chili et Bolivie détiennent les deux tiers des ressources mondiales.
La combinaison des deux technologies (sodium et lithium) pourrait peut-être permettre de produire des batteries très efficientes et moins chères,.

## Recherche et développement, prospective
En 2007, des cellules sodium-ion se sont montrées capables d'entretenir une tension de 3,6 volts (pour 115 Ah/kg) après 50 cycles de charge/décharge, soit une énergie spécifique à la cathode équivalent à environ 400 Wh/kg, mais leur performance pour ce qui est du nombre de cycles n'atteint pas à ce jour celles des batteries de type non-aqueux Li-ion commercialisées.
Les recherches à l'université de Tokyo ont conduit à un prototype en mai 2012,.
En 2014, Aquion Energy a réussi à produire une batterie hybride lithium-ion / sodium-ion commercialement disponible avec un coût et des capacités (en kWh) semblables à ceux d'une batterie plomb-acide, et pouvant être utilisée comme source d'alimentation de secours pour des micro-réseaux électriques (microgrids),. Malgré ces résultats prometteurs, Aquion a déposé son bilan en mars 2017.
Une autre société (Faradion) produit une gamme de matériaux « sodium-ion » à faible coût, qui sont une alternative aux technologies lithium-ion. Contrairement aux batteries sodium-soufre, des batteries aux ions sodium peuvent être portables et fonctionner à température ambiante (environ 25 °C). Par rapport aux modèles « lithium-ion », les accumulateurs sodium-ion offrent aussi des fonctionnalités améliorées en matière de sécurité et de transport. Faradion affirme avoir amélioré le nombre de cycles de recharge complète d'un accumulateur Na-ion en utilisant une cathode en oxyde lamellaire.
Dans les batteries devant rapidement se charger/décharger, souvent les anodes rigides sont trop fragiles pour résister aux cycles de rétractions/gonflements induits par les flux d'ions qui vont et viennent lors des cycles de charge/décharge. Une étude récente a montré que le remplacement de telles anodes par des anodes en bois recouvert d'étain pourrait être intéressant : les anodes souples de bois étamé ont ainsi résisté à plus de 400 cycles de charge. Après ces centaines de cycles, le bois ridé était presque intact. Les modèles informatiques indiquent que ces types de rides peuvent réduire efficacement le stress pendant la charge et la décharge. Les ions Na se déplacent à travers les parois des cellules fibreuses et diffuse au (Sn) surface du film d'étain,.
Une autre étude a testé la possibilité d'utiliser un composite MoS2/papier graphène comme une électrode, en réussissant à produire 230 Ah/kg avec un rendement de Faraday atteignant environ 99 %,,.
Fin 2015, le réseau français RS2E a présenté un prototype de batterie sodium-ion 18650 avec 90 Wh/kg, dont la durée de vie (nombre maximum de cycles de charge et de décharge) dépasse les 2 000 cycles.
En novembre 2017, la start-up Tiamat est créée pour concevoir, développer et produire cette batterie sodium-ion qui aurait plus de 10 ans d'espérance de vie contre 3-4 ans pour celles au lithium dans des conditions d'usage continu, et des charges et des recharges 10 fois plus rapides ; les marchés visés sont le stockage stationnaire (stockage de masse des énergies renouvelables intermittentes, éolienne ou solaire) et le stockage mobile pour des véhicules électriques (bus rechargeables en fin de ligne, aux flottes de véhicules en location). En octobre 2018, Tiamat lève 3,6 millions d'euros pour finaliser la mise au point de ses batteries sodium-ion en testant ses prototypes directement chez ses clients ; une fois ces tests achevés, d'ici à dix-huit mois, elle pourra lancer la phase d'industrialisation en installant en 2020 un démonstrateur produisant les premières séries de batteries. Fin 2019, Tiamat annonce des cellules pouvant être chargées en 5 minutes et ayant une durée de vie de 5 000 cycles (en gardant 80 % de leur capacité) mais une capacité inférieure de 40 % aux lithium-ion (en augmentation de 30 % sur les deux dernières années),,.
En mai 2021, l'université Washington de Saint-Louis a développé une batterie sodium-ion sans anode qui aurait la même densité que les batteries lithium-ion, tout en étant moins chère et plus légère (du fait de l'absence d'anode).
En juillet 2021, la fabricant de batteries chinois CATL (30 % du marché mondial) présente une nouvelle batterie sodium-ion qui offre une meilleure capacité de recharge et une stabilité thermique améliorée ; la densité énergétique reste toutefois limitée à 160 Wh/kg contre 285 Wh/kg (soit 43% de moins) pour une batterie au lithium. Mais CATL promet que la densité de ses batteries au sodium atteindra bientôt 200 Wh/kg (soit 30% de moins). Du fait de ce manque de densité, la technologie sodium-ion pourrait mieux convenir aux véhicules de faible gabarit. CATL présente aussi une batterie mixte qui combine des cellules sodium-ion et des cellules lithium-ion afin de bénéficier des avantages de chaque technologie, l'ensemble étant contrôlé par un algorithme de précision. Le déploiement des batteries sodium-ion a déjà débuté et CATL compte les industrialiser à grande échelle dès 2023.
En novembre 2023, Northvolt révèle avoir mis au point une batterie au sodium-ion, qui n'a pas encore une capacité suffisante pour être installée dans une voiture électrique, mais sa densité énergétique de 160 Wh/kg lui permet de pouvoir stocker des énergies renouvelables. En comparaison, les cellules 4680 de Tesla offrent une densité de 296 Wh/kg.
Des batteries sodium-ion dont les électrodes sont à base de matériaux organiques ont été développées, parmi d'autres alternatives écologique et économique aux batteries lithium-ion.
Des batteries sodium-ion dont la densité d'énergie et la stabilité et la soutenabilité ont été améliorées par des matériaux avancés (phosphore noir et le graphène, déchets non biodégradables recyclés en anodes, gels-polymères comme électrolytes...) ont été expérimentalement produites.
Des batteries sodium-ion à faible coût et à longue durée de vie ont été produites en laboratoire en utilisant pour les cathodes des matériaux abondants et recyclables (fer, manganèse...). Des batteries sodium-ion à base d'eau (ou hybrides, par exemple eau + diméthylsulfoxyde) sont prometteuses en raison de bas coûts, mais sont encore limitées (en 2023) par une réaction parasite (de réduction de l'oxygène). Une nouvelle étude (2023) montre que dans ces deux cas, un simple ajout d'un peu d'hydrazine à l'électrolyte peut réduire l'oxygène dissous et améliorer considérablement la durée de vie des batteries. Selon le docteur Milda Petrulevičienė et ses collègues (mai 2023) : « de faibles concentrations et la nature autoconsommatrice de l'hydrazine dans une cellule fermée ne présentent aucun risque pour la santé ni aucun risque chimique, et constituent une stratégie viable pour la conception pratique de l'accumulateur ».
Des batteries sodium-ion « optimisées », plus faciles à recycler et adaptées au stockage d'énergies renouvelables à grande échelle sont étudiées pour leur performance, leur sécurité et leur impact environnemental.
Des solvants organiques sont très utilisés dans les systèmes commerciaux d'accumulateurs, or ils sont sources de risque lors du fonctionnement de l'accumulateur. Une alternative serait de les remplacer par des liquides ioniques, un groupe d'électrolytes thermiquement bien plus stables, mais ces derniers sont caractérisés par de piètres propriétés de transport. Domingues et al. (2023) ont montré qu'il est possible de surmonter ces limitations.

## Commercialisation

### En France
En 2020, la société Tiamat a débuté une production de batteries principalement destinées à des applications nécessitant une charge rapide et une forte puissance spécifique (scooters, trottinettes électriques…) ou au stockage statique de l'électricité. Ces batteries offrent une charge dix fois plus rapide et une durée de vie plus élevée que les batteries lithium-ion, mais ont une densité d'énergie inférieure, résultant en un poids supérieur si utilisée dans les véhicules. En janvier 2023, Tiamat recherchait des investisseurs pour 100 millions d'euros en vue de construire une usine à Amiens, capable de produire plus de 500 000 batteries par jour d'ici 2025. En octobre 2023, elle commercialise, chez Leroy-Merlin, le premier produit grand public alimenté par des batteries sodium-ion : un tournevis sans fil. En janvier 2024, elle réalise une levée de fonds de 30 millions d'euros, dont 22 millions en capitaux propres, auprès de Stellantis Ventures, Arkema, MBDA, Bpifrance et ses investisseurs existants, pour financer la construction d'une usine dans la métropole d'Amiens. Le site devrait être capable de produire 5 GWh par an en 2029. Le marché visé est celui des véhicules de petite taille et qui n'ont pas forcément besoin d'une grande autonomie, y compris en complément des moteurs thermiques ou des modèles roulant avec une pile combustible à hydrogène.
Tiamat prévoit de construire à partir du second semestre 2025, à Boves, dans la Somme, son usine de batteries sodium-ion, dont la première ligne de production entrerait en service en 2027 et produirait plusieurs millions de batteries par an. Elle a déjà obtenu des subventions de la région Hauts-de-France et de l'agglomération d'Amiens. Les principaux marchés visés sont les data centers et les véhicules hybrides.

### En Chine
CATL, le plus grand fabricant mondial de batteries, a commencé à commercialiser des batteries sodium-ion en 2021. Le quatorzième plan quinquennal chinois promeut leur développement. Leur densité d'énergie est inférieure de près de moitié à celle des batteries lithium-ion. Elles sont donc adaptées à des utilisations pour lesquelles la densité d'énergie n'est pas critique, par exemple les véhicules urbains ou le stockage d'énergie de réseau. CATL prévoit aussi de combiner des cellules lithium-ion (Li-ion) et sodium-ion (Na-ion) dans une même batterie. L'avantage majeur de la batterie sodium-ion est de n'utiliser que des matériaux abondants et peu coûteux : sodium, fer, azote et carbone pour la cathode, aluminium pour l'anode.
Le producteur de batteries chinois Farasis Energy annonce en août 2022 la construction à Ganzhou d'une usine de batteries sodium-ion d'une capacité annuelle de 30 GWh. Il vendra ses batteries à Jiangling Motors Electric Vehicle (JMEV), une coentreprise chinoise dont Renault est actionnaire majoritaire, pour équiper de batteries de 32 kWh sa citadine EV3 à partir de juin 2023.
En avril 2023, au salon de Shanghai, plusieurs constructeurs chinois annoncent leur intention d'utiliser des batteries sodium-ion sur les véhicules d'entrée de gamme, car elles ont l'avantage d'un coût inférieur de 20 %, au prix d'une densité énergétique inférieure d'environ 20 %. CATL confirme que le premier client de ses batteries sodium-ion sera Chery. JMEV et JAC confirment le lancement de véhicules à batteries sodium-Ion avant la fin de 2023. BYD, le plus grand constructeur de voitures électriques, n'a pas encore confirmé son intention d'utiliser des batteries sodium-ion sur sa nouvelle Seagull ; il préparerait une offre de batterie mixte : une partie des cellules en sodium-ion, une autre en lithium-fer-phosphate.
En novembre 2023, BYD annonce un investissement de 1,3 milliard d'euros dans la construction d'une usine de batteries au sodium de 30 GWh à Xuzhou, en partenariat avec Huaihai. Le 4 janvier 2024 a lieu la cérémonie d’inauguration du chantier de cette usine.
En janvier 2024, la marque JAC, créée en 2023 et détenue à 50 % par l'État chinois et à 50 % par le groupe Volkswagen, lance la JAC Yiwei EV, premier véhicule électrique de série au monde à être équipé d'une batterie sodium-ion.
En avril 2025, l'entreprise chinoise CATL, leader mondial du secteur des batteries lithium-ion, annonce le lancement en juin 2025 de petites batteries sodium-ion de démarrage destinées aux poids lourds, sous la marque Naxtra, avec pour avantage majeur de démarrer par temps froid, puis en décembre 2025 de grosses batteries de voitures électriques et hybrides au sodium, permettant une autonomie de 500 kilomètres. Selon les dirigeants de CATL, ces batteries pourraient vite remplacer « la moitié des batteries LFP (lithium, fer, phosphate) du marché ».

## Aspects environnementaux
Concernant les aspects positifs : les batteries sodium-ion ne nécessitent pas de maintenance ; elles peuvent stocker (forte capacité de charge, sans effet mémoire et avec faible auto-décharge) ; elles fournissent une quantité d'énergie importante, tout en étant assez légères.

Le sodium est le sixième matériau le plus abondant sur la planète et son extraction et traitement sont plus faciles, moins coûteux et bien plus respectueux de l'environnement que ceux du lithium. Le sodium est plus sûr que le lithium car sa température de fonctionnement est faible, ce qui contribue à permettre un nombre de cycles (longévité à l'usage) bien plus important (jusqu'à cinq fois plus qu'avec une batterie au lithium).
Les batteries sodium-ion ont un potentiel considérable pour stocker l'électricité d'origine renouvelable (intermittente notamment).
Mais ces accumulateurs ont encore deux inconvénients : moindre densité énergétique (par rapport aux batteries lithium-ion) et une moindre durée de vie, plus limitées si utilisées pour les véhicules lourds.
Les risques de surchauffe avec embrasement ou explosion de la batterie (avec émission de gaz toxiques) sont moindres qu'avec le lithium, mais en amont, le sodium doit être manié avec précaution (un feu de sodium est difficile à éteindre).